# Aiutante maggiore
L'aiutante maggiore identifica il capo di un'organizzazione complessa come le forze armate, l'istituzione o il corpo di persone e può anche identificare un ufficiale del personale principale (PSO), che è il coordinatore del sostegno personale o un primario aiutante di campo a un individuo importante, come un presidente, un alto ufficiale militare o un capo di una grande organizzazione.
In generale, esso fornisce un cuscinetto tra un amministratore delegato e il gruppo di redazione diretta di tale dirigente. Lavora generalmente dietro le quinte per risolvere i problemi, mediare le controversie e affrontare le questioni prima che vengano portate all'amministratore delegato. Spesso i capi del personale fungono da confidenti e consiglieri del direttore generale, fungendo da cassa di risonanza per le idee. In definitiva i doveri effettivi dipendono dalla posizione e dalle persone coinvolte.